# Karl August Tinti
Karl August Tinti (* 8. Mai 1876 in Kehl am Rhein; † 24. Dezember 1933 in Ingolstadt) war ein deutscher Architekt und Maler.

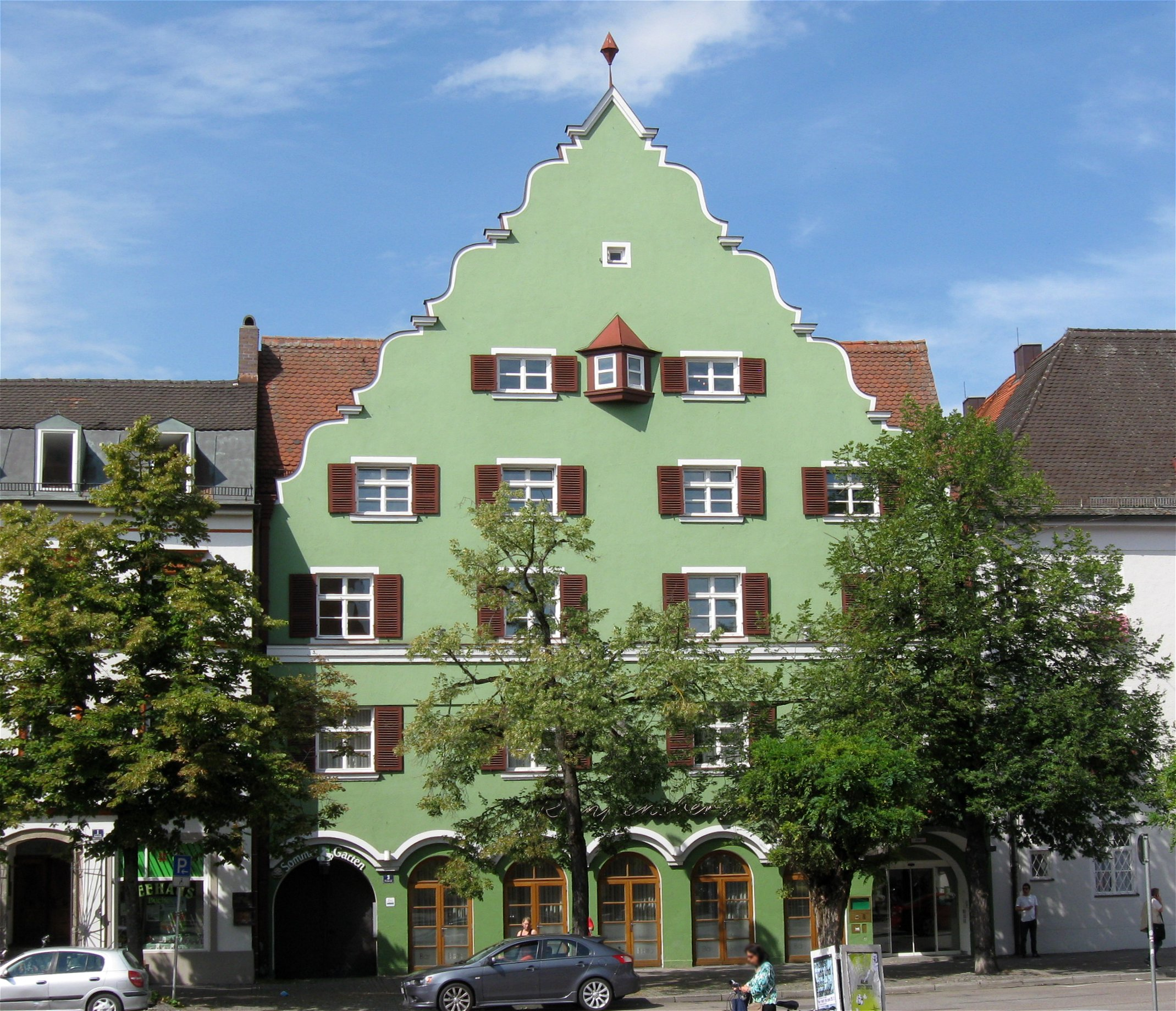
Hotel Rappensberger in Ingolstadt

## Werdegang
Karl August Tinti wuchs als Sohn des Buchdruckers Karl August Tinti und dessen Ehefrau Sophie auf. Er studierte am Technikum und an der Kunstgewerbeschule in Straßburg. Danach ging er als Architekt nach Hamburg und arbeitete bei dem Unternehmen Lorenz & Stehn. Wegen seiner viel beachteten städtebaulichen Entwürfe, wie z. B. für die Umgestaltung des Zeughausplatzes, des Jungfernstiegs und des Stephansplatzes und den Bau der St.-Georgs-Kirche, wurde er in den Architekten- und Ingenieurverein Hamburg aufgenommen. Im Jahr 1902 heiratete Tinti Jenny Müller und 1911 begann er mit dem Malen neben der Arbeit als Architekt. 1915 zog er nach Ingolstadt und arbeitete dort als leitender Architekt bei der Bauunternehmung Albert Uhlmann. Im Jahr 1926 wurde Tinti wegen des Konkurses seines Arbeitgebers arbeitslos. Danach war er als freischaffender Maler in Ingolstadt tätig. Am Heiligen Abend 1933 wurde er als Radfahrer bei einem Verkehrsunfall an der Kreuzung bei der St.-Anton-Kirche in Ingolstadt tödlich verletzt.
Tinti schuf Landschaftsbilder und Straßenszenen der 1920er Jahre von Ingolstadt. Neben Käte Krakow, Gustav Schneider, Pius Eichlinger, Alois Schölß und Knut Schnurer prägte er lange Zeit als zentrale Figur die Ingolstädter Kunstszene. Er war Mitglied im  Kunstverein Ingolstadt und im Münchner Künstlerverband Die Juryfreien.

## Bauten
- St.-Georgs-Kirche
- 1927: Wiederaufbau des Hotels Rappensberger in Ingolstadt (als Mitarbeiter von Albert Uhlmann; unter Denkmalschutz)[3]

## Ausstellungen
- 1923: Münchner Kunstausstellung im Glaspalast
- 1960: Gedächtnisausstellung Karl August Tinti in der Berufsschule Ingolstadt
- 1960: Kunstverein Ingolstadt
- 2009: Ingolstädter Maler und Bildhauer im 19. und 20. Jahrhundert im Stadtmuseum Ingolstadt
- 2011: Ingolstädter Ansichten 1880–1960 im Stadtmuseum Ingolstadt[4]
- Galerie Goltz